# Salón de la Fama del Tenis de Mesa
El Salón de la Fama del Tenis de Mesa (ITTF Hall of Fame, en inglés) es un museo deportivo situado en Renens, cerca de Lausana (Suiza), creado por la Federación Internacional de Tenis de Mesa en 1993 para reconocer y honrar a las personas que se han distinguido por su juego excepcional o por su contribución al tenis de mesa en todo el mundo.
La idea de su creación surgió en 1991, a propuesta del entonces presidente de la ITTF Ichiro Ogimura, pero la fundación corrió a cargo del antiguo jugador estadounidense James McClure en 1993.
Aunque también pueden recibir este reconocimiento entrenadores o directivos, en el caso de los jugadores para poder ser incluido en el Salón de la Fama deben haber ganado al menos cinco medallas de oro en los campeonatos del mundo o en los Juegos Olímpicos.